# Agrochola vinicolor
Agrochola vinicolor är en fjärilsart som beskrevs av Barend J. Lempke 1964. Agrochola vinicolor ingår i släktet Agrochola och familjen nattflyn. Inga underarter finns listade i Catalogue of Life.